# Iglesia Ave María (Albacete)
La iglesia Ave María, también conocida como iglesia de San Francisco, es un templo religioso de culto católico situado en la ciudad española de Albacete.
Se encuentra en el barrio de La Estrella de la capital albaceteña, también conocido como El Cerrico, en la plaza Ave María. De color blanco, destaca su torre campanario con reloj visible desde diferentes puntos de la ciudad.
En ella viven, desde 1945, las monjas avemarianas (Operarias del Divino Maestro), que muestran diariamente su solidaridad en un barrio integrado en su mayoría por personas con bajos recursos económicos.